# 南社玉皇庙
南社玉皇庙，位于山西省长治市平顺县北社乡南社村，是一处山西省文物保护单位。
2016年6月6日，南社玉皇庙公布为第五批山西省文物保护单位，年代为元、民国，古建筑类，编号5-95。